# 卡特維爾 (密蘇里州)
卡特維爾（英語：Carterville）是位於美國密蘇里州賈斯珀縣的城市。

## 人口
根據2020年美國人口普查的數據，卡特維爾的面積為6.75平方千米，皆為陸地。當地共有人口1855人，而人口密度為每平方千米275人。